# Stor fetknopp
Stor fetknopp (Sedum rupestre) är en växtart i familjen fetbladsväxter. Arten är utbredd från västra och centrala Europa till södra Norge och Sverige till västra Ukraina och Sicilien.

## Synonymer
Petrosedum reflexum (L.) V.Grulich
Petrosedum rupestre (L.) P.Heath
Petrosedum rupestre (L.) M.Velayos
Petrosedum rupestre subsp.erectum (t'Hart) M.Velayos
Petrosedum rupestre subsp.reflexum (L.) M.Velayos
Sedum albescens   Haworth
Sedum arrigens   Gren. ex Nyman
Sedum collinum   Willdenow ex Schlechtendal nom. inval.
Sedum graniticum   Perard
Sedum pseudomontanum   J.Holub
Sedum recurvatum   Willdenow nom. inval.
Sedum reflexum   L.
Sedum reflexum subsp.albescens (Haw.) Bonnier & Layens
Sedum reflexum subsp.rupestre (L.) Boiss. comb. illeg.
Sedum rupestre'   L.
Sedum rupestre prolesalbescens (Haworth) Rouy & E.G.Camus
Sedum rupestre subsp.albescens (Haworth) Arcangeli
Sedum rupestre subsp.erectum ‘t Hart 
Sedum rupestre subsp.reflexum (L.) Nyman
Sedum rupestre var.arrigens (Gren.) Briq.
Sedum rupestre var.collinum Rouy & E.G.Camus 
Sedum rupestre var.recurvatum Rouy & E.G. Camus 
Sedum rupestre var.reflexum (L.) Briq. comb. illeg.